# Armistizio di Nikolsburg
L'armistizio di Nikolsburg fu sottoscritto il 26 luglio 1866 da Austria e Prussia a conclusione della guerra austro-prussiana, dopo la battaglia di Sadowa (in tedesco Königgrätz, del 3 luglio 1866), e portò poi alla Pace di Praga.

## Storia
Il raggiungimento delle clausole dell'armistizio fu complicato da contrasti sul futuro assetto della Germania. Una tregua fu stabilita dalle ore 12 del 22 luglio per la durata di cinque giorni per permettere la stipulazione dell'armistizio nella città di Nikolsburg, attualmente Mikulov, nella Repubblica Ceca. Le trattative furono condotte da Otto von Bismarck per la Prussia e da Alois Károlyi plenipotenziario austriaco. Bismarck, con l'intenzione di evitare all'Austria un'ulteriore cessione territoriale nelle Venezie, al fine di non perdere le sue connessioni con la corona austriaca, oppose dura resistenza sia a Guglielmo I sia alla casta militare prussiana. Dopo aver rimandato a lungo un conflitto con l'Austria, il re di Prussia voleva marciare, da vincitore, su Vienna. Si giunse alla drammatica situazione in cui Bismarck, che riuscì a imporsi, voleva ritirare le truppe, mentre il re voleva mantenere le posizioni.
Durante le operazioni delle truppe prussiane presso Sadowa, in Boemia, Bismarck, rifinì inizialmente le sue posizioni durante le trattative; in seguito, soddisfece le pretese prussiane sulla Germania del nord, annettendo lo Schleswig-Holstein, l'Hannover, l'Assia-Kassel, Nassau e Francoforte, sciogliendo la lega tedesca ed escludendo l'Austria dall'egemonia tedesca (soluzione piccolo tedesca).
In politica estera Bismarck seppe contrastare le pretese di Napoleone III, che, in seguito alla guerra austro-prussiana, in virtù della sua politica espansionista, voleva annettere alla Francia Lussemburgo, Belgio ed i territori alla sinistra Reno, Assia e Palatinato. L'opposizione di Bismarck alle richieste francesi fu una delle cause della successiva guerra franco-prussiana. Alessandro II di Russia aveva tentato di impedire il crollo delle dinastie della Germania del nord ostacolando il congresso in cui si erano riunite; l'obiettivo dello zar era di europeizzare il problema tedesco e ridimensionarlo tramite l'intervento di entrambe le potenze continentali: si vide costretto ad accettare il nuovo ordine germanico. Solo la Gran Bretagna accolse favorevolmente il consolidamento del potere prussiano in Germania e ne sostenne quindi l'intervento militare, ritenendo che una minaccia agli equilibri delle forze europee potesse giungere da Francia e Russia, non dalla Prussia-Germania.
Una versione preliminare dell'armistizio conteneva nove articoli e fu ratificato il 26 luglio del 1866 dal Conte August von Degenfeld-Schonburg, ministro della guerra austriaco, e dal generale prussiano Conte von Moltke. Il documento originale è conservato presso gli archivi di stato, della casa regnante e gli archivi di corte.
L'armistizio prevedeva la cessione del Veneto all'Italia e il completo ritiro dai territori occupati. L'Austria riconobbe la dissoluzione dell'unione tedesca e la costituzione della nuova lega nord-tedesca senza la sua collaborazione. La Prussia acquisì inoltre, grazie alla pace di Vienna, di annettere i ducati dello Schleswig, dell'Holstein e del Lauenburg. L'Austria si vide costretta a pagare risarcimenti di guerra per 40 milioni di talleri.
Dopo lunghe e complesse trattative i delegati austriaci riuscirono ad impedire l'annessione totale della Sassonia da parte della Prussia. L'Austria contava di conservare uno "stato cuscinetto" per difendere il suo confine settentrionale, prevenendo un'invasione attraverso il prolungamento della guerra. Il Kaiser austriaco promise quindi di riconoscere la detronizzazione del re di Hannover, del principe elettore dell'Assia-Kassel, del duca di Nassau, e l'occupazione della città libera di Francoforte. La tregua fu prolungata fino al 23 agosto e venne successivamente trasformata in armistizio.
La Pace di Praga del 23 agosto 1866 confermò quanto deciso a Nikolsburg.
L'armistizio di Nikolsburg del 26 luglio 1866 era articolato nei seguenti nove punti (qui se ne riportano solo quattro):
Articolo I. L'estensione territoriale della monarchia austriaca, con l'eccezione del Regno lombardo-veneto, rimane immutata. Sua Maestà il Re di Prussia si impegna a ritirare le sue truppe dalla porzione di territorio austriaco invasa, concluse che siano le trattative di pace, mantenendone il controllo a garanzia del pagamento dei debiti di guerra.
Articolo II. Sua Maestà l'Imperatore d'Austria riconosce lo scioglimento dell'unione tedesca e concede il proprio favore alla costituzione di un nuovo Stato tedesco libero dalla sua influenza. Promette quindi Sua Maestà di accettare le relazioni con la lega, che Sua Maestà il Re di Prussia fonderà a nord della linea del Meno, e comprende, che gli Stati a sud di detta linea, uniti in un'unica entità, mantengono il loro legame nazionale con l'unione nord-tedesca, e che gli accordi tra i due Stati rimangono immutati.
Articolo III. Sua Maestà l'Imperatore d'Austria cede a Sua Maestà il Re di Prussia tutti i diritti guadagnati, con la pace di Vienna del 30 ottobre 1864, sui ducati di Holstein e Schleswig, sotto la condizione che le popolazioni dei distretti del nord dello Schleswig, che tramite libero referendum decidano di passare alla Danimarca, ottengano l'annessione a detto Stato.
Articolo VII. La ratifica dell'attuale accordo avverrà a Nikolsburg entro 2 giorni.